# Andy Keogh
Andrew Declan Keogh (Dublino, 16 maggio 1986) è un ex calciatore irlandese, di ruolo attaccante.

## Caratteristiche tecniche
Viene solitamente schierato come ala, sia a destra che a sinistra.

## Carriera

### Club
Nato a Dublino, Keogh iniziò la sua carriera calcistica nel Cabinteely FC e nel St Josephs Boys AFC, due club della contea South Dublin.
Si trasferì al Leeds United all'età di sedici anni. Non riuscì a giocare nemmeno una partita con e venne ceduto in prestito allo Scunthorpe United, club di Football League Two, all'inizio della stagione 2004-2005. Qui fece il suo debutto il 7 agosto 2004 contro il Rochdale. Segnò 2 gol in 12 presenze prima di infortunarsi e di essere richiamato al Leeds.
Dopo un breve periodo come panchinaro nel Leeds, nel gennaio 2005, venne rimandato di nuovo in prestito: al Bury. Qui prese il posto di David Nugent trasferitosi al Preston North End.
Mentre Keogh si trovava a Bury in prestito, lo Scunthorpe United (su richiesta dell'allenatore Brian Laws) fece un'offerta di 50.000 sterline al Leeds per l'acquisto cartellino. Il Leeds accettò l'offerta e il 14 febbraio 2005 Keogh si trasferì allo Scunthorpe United.
Keogh segnò solo un ulteriore gol ma la stagione si concluse con la promozione del club in Football League One.
La stagione 2005-2006 formò una coppia d'attacco con il neo acquisto diciannovenne Billy Sharp dallo Sheffield United: i due segnarono un totale di 38 gol (Keogh ne segnò 15). Keogh segnò anche in FA Cup contro il Manchester City battendo il portiere della Nazionale inglese David James.
Il 12 gennaio 2007 rifiutò l'offerta di un rinnovo di contratto con lo Scunthorpe United e fu libero di accordarsi con un altro club; il 23 gennaio 2007 firmò un contratto triennale con il Wolverhampton Wanderers. Il Wolverhampton si accordò con lo Scunthorpe per 600.000 sterline più altro denaro in base ai risultati.
Keogh ottenne vari complimenti per le sue prestazioni al Wolverhampton; John Gregory disse che vedeva in lui uno dei migliori acquisti della stagione. Nel finale di stagione segnò 5 gol che aiutarono il club a raggiungere i play-off. Le sue prestazioni gli valsero la maglia numero 9 che gli venne assegnata all'inizio della stagione 2007/2008. In questa stagione segnò il totale di 11 gol (di cui 8 in campionato) ma non bastarono alla promozione del Wolverhampton che perse di nuovo i play-off.
Nella stagione 2008/2009 Keogh trovò meno spazio perché si trovò in competizione con Ebanks-Blake e Iwelumo, tuttavia nel febbraio 2009 rinnovò il contratto con i Lupi fino all'estate 2012. Nell'aprile 2009 il Wolverhampton versò allo Scunthorpe United i premi promessi. La stagione si è conclusa con la promozione in Premier League.
Il 15 agosto 2009, nella partita persa 2 a 0 contro il West Ham United, Keogh ha collezionato la prima presenza in massima serie.
Il primo gol in Premier League viene firmato da Keogh tre giorni dopo, nella vittoria per 1 a 0 sul campo del Wigan Athletic. Nel dicembre 2009 ha sofferto di un infortunio alla caviglia che lo ha costretto fuori per tre mesi. Il 31 gennaio 2012 scade il suo prestito al Leeds e i Wolves lo cedono, il 31 gennaio 2012, al Millwall.

### Nazionale
Keogh ha ricevuto la sua prima convocazione in nazionale nel marzo 2007 dal CT Steve Staunton in seguito all'infortunio di Caleb Folan.
Il suo debutto risale al 3 maggio 2007 in amichevole contro l'Ecuador al Giants Stadium. Venne convocato anche nella campagna di qualificazione ad Euro 2008.
Il suo primo gol internazionale risale al 24 maggio 2008, prima partita di Giovanni Trapattoni sulla panchina irlandese; in questa occasione Keogh segnò il gol del pareggio contro la Serbia, evitando un esordio con sconfitta al commissario tecnico italiano.

## Statistiche

### Cronologia presenze e reti in Nazionale
| Cronologia completa delle presenze e delle reti in nazionale ― Irlanda | Cronologia completa delle presenze e delle reti in nazionale ― Irlanda | Cronologia completa delle presenze e delle reti in nazionale ― Irlanda | Cronologia completa delle presenze e delle reti in nazionale ― Irlanda | Cronologia completa delle presenze e delle reti in nazionale ― Irlanda | Cronologia completa delle presenze e delle reti in nazionale ― Irlanda | Cronologia completa delle presenze e delle reti in nazionale ― Irlanda | Cronologia completa delle presenze e delle reti in nazionale ― Irlanda |
| Data                                                                   | Città                                                                  | In casa                                                                | Risultato                                                              | Ospiti                                                                 | Competizione                                                           | Reti                                                                   | Note                                                                   |
| ---------------------------------------------------------------------- | ---------------------------------------------------------------------- | ---------------------------------------------------------------------- | ---------------------------------------------------------------------- | ---------------------------------------------------------------------- | ---------------------------------------------------------------------- | ---------------------------------------------------------------------- | ---------------------------------------------------------------------- |
| 23-5-2007                                                              | East Rutherford                                                        | Ecuador                                                                | 1 – 1                                                                  | Irlanda                                                                | Amichevole                                                             | -                                                                      | 69’                                                                    |
| 22-8-2007                                                              | Aarhus                                                                 | Danimarca                                                              | 0 – 4                                                                  | Irlanda                                                                | Amichevole                                                             | -                                                                      | 46’                                                                    |
| 12-9-2007                                                              | Praga                                                                  | Rep. Ceca                                                              | 1 – 0                                                                  | Irlanda                                                                | Qual. Euro 2008                                                        | -                                                                      | 82’                                                                    |
| 13-10-2007                                                             | Dublino                                                                | Irlanda                                                                | 0 – 0                                                                  | Germania                                                               | Qual. Euro 2008                                                        | -                                                                      | 80’                                                                    |
| 17-10-2007                                                             | Dublino                                                                | Irlanda                                                                | 1 – 1                                                                  | Cipro                                                                  | Qual. Euro 2008                                                        | -                                                                      | 63’                                                                    |
| 24-5-2008                                                              | Dublino                                                                | Irlanda                                                                | 1 – 1                                                                  | Serbia                                                                 | Amichevole                                                             | -                                                                      | 81’                                                                    |
| 29-5-2008                                                              | Londra                                                                 | Irlanda                                                                | 1 – 0                                                                  | Colombia                                                               | Amichevole                                                             | -                                                                      | 90’                                                                    |
| 6-9-2008                                                               | Magonza                                                                | Georgia                                                                | 1 – 2                                                                  | Irlanda                                                                | Qual. Mondiali 2010                                                    | 1                                                                      | 88’                                                                    |
| 19-11-2008                                                             | Dublino                                                                | Irlanda                                                                | 2 – 3                                                                  | Polonia                                                                | Amichevole                                                             | -                                                                      | 61’                                                                    |
| 28-3-2009                                                              | Dublino                                                                | Irlanda                                                                | 1 – 1                                                                  | Bulgaria                                                               | Qual. Mondiali 2010                                                    | -                                                                      | 90’                                                                    |
| 1-4-2009                                                               | Bari                                                                   | Italia                                                                 | 1 – 1                                                                  | Irlanda                                                                | Qual. Mondiali 2010                                                    | -                                                                      | 22’                                                                    |
| 8-9-2009                                                               | Limerick                                                               | Irlanda                                                                | 1 – 0                                                                  | Sudafrica                                                              | Amichevole                                                             | -                                                                      | 78’                                                                    |
| 14-10-2009                                                             | Dublino                                                                | Irlanda                                                                | 0 – 0                                                                  | Montenegro                                                             | Qual. Mondiali 2010                                                    | -                                                                      | 88’                                                                    |
| 11-8-2010                                                              | Dublino                                                                | Irlanda                                                                | 0 – 1                                                                  | Argentina                                                              | Amichevole                                                             | -                                                                      | 56’                                                                    |
| 3-9-2010                                                               | Erevan                                                                 | Armenia                                                                | 0 – 1                                                                  | Irlanda                                                                | Qual. Euro 2012                                                        | -                                                                      | 85’                                                                    |
| 7-9-2010                                                               | Dublino                                                                | Irlanda                                                                | 3 – 1                                                                  | Andorra                                                                | Qual. Euro 2012                                                        | -                                                                      | 83’                                                                    |
| 12-10-2010                                                             | Žilina                                                                 | Slovacchia                                                             | 1 – 1                                                                  | Irlanda                                                                | Qual. Euro 2012                                                        | -                                                                      | 71’                                                                    |
| 8-2-2011                                                               | Dublino                                                                | Irlanda                                                                | 3 – 0                                                                  | Galles                                                                 | Amichevole                                                             | -                                                                      | 76’                                                                    |
| 29-3-2011                                                              | Dublino                                                                | Irlanda                                                                | 2 – 3                                                                  | Uruguay                                                                | Amichevole                                                             | -                                                                      | 85’                                                                    |
| 24-5-2011                                                              | Dublino                                                                | Irlanda                                                                | 5 – 0                                                                  | Irlanda del Nord                                                       | Amichevole                                                             | -                                                                      | 62’                                                                    |
| 7-6-2011                                                               | Liegi                                                                  | Irlanda                                                                | 2 – 0                                                                  | Italia                                                                 | Amichevole                                                             | -                                                                      | 75’                                                                    |
| 15-8-2012                                                              | Belgrado                                                               | Serbia                                                                 | 0 – 0                                                                  | Irlanda                                                                | Amichevole                                                             | -                                                                      | 69’                                                                    |
| 11-9-2012                                                              | Londra                                                                 | Irlanda                                                                | 4 – 1                                                                  | Oman                                                                   | Amichevole                                                             | -                                                                      |                                                                        |
| 12-10-2012                                                             | Dublino                                                                | Irlanda                                                                | 1 – 6                                                                  | Germania                                                               | Qual. Mondiali 2014                                                    | 1                                                                      | 69’                                                                    |
| 14-11-2012                                                             | Dublino                                                                | Irlanda                                                                | 0 – 1                                                                  | Grecia                                                                 | Amichevole                                                             | -                                                                      | 61’                                                                    |
| 6-2-2013                                                               | Dublino                                                                | Irlanda                                                                | 2 – 0                                                                  | Polonia                                                                | Amichevole                                                             | -                                                                      | 84’                                                                    |
| 22-3-2013                                                              | Solna                                                                  | Svezia                                                                 | 0 – 0                                                                  | Irlanda                                                                | Qual. Mondiali 2014                                                    | -                                                                      | 83’                                                                    |
| 2-6-2013                                                               | Dublino                                                                | Irlanda                                                                | 4 – 0                                                                  | Georgia                                                                | Amichevole                                                             | -                                                                      | 46’                                                                    |
| 12-6-2013                                                              | New York                                                               | Spagna                                                                 | 2 – 0                                                                  | Irlanda                                                                | Amichevole                                                             | -                                                                      | 74’                                                                    |
| 14-8-2013                                                              | Cardiff                                                                | Galles                                                                 | 0 – 0                                                                  | Finlandia                                                              | Amichevole                                                             | -                                                                      | 74’                                                                    |
| Totale                                                                 |                                                                        | Presenze                                                               | 30                                                                     |                                                                        | Reti                                                                   | 2                                                                      |                                                                        |

## Palmarès

### Club

#### Competizioni nazionali
- Football League Championship: 1

Wolverhampton: 2008-2009
- Premier's Plate: 1

Perth Glory: 2018-2019